# Favolaschia volkensii
Favolaschia volkensii är en svampart som först beskrevs av Giacopo Bresàdola, och fick sitt nu gällande namn av Henn. 1895. Favolaschia volkensii ingår i släktet Favolaschia och familjen Mycenaceae.   Inga underarter finns listade i Catalogue of Life.